# Fojedo del Páramo
Fojedo del Páramo es una localidad del municipio leonés de Villadangos del Páramo, en la Comunidad Autónoma de Castilla y León. El pueblo se encuentra al sur del municipio, entre el Canal de Villadangos y el arroyo Raposeras. Se accede a la localidad a través de la carretera LE-413.
La iglesia está dedicada a san Miguel Arcángel.

## Localidades limítrofes
Confina con las siguientes localidades:
- Al noreste con Chozas de Arriba.
- Al este con Chozas de Abajo.
- Al sur con Villar de Mazarife.
- Al oeste con San Martín del Camino.
- Al noroeste con Villadangos del Páramo.

## Demografía
Evolución de la población
| Gráfica de evolución demográfica de Fojedo del Páramo entre 2000 y 2017 |
|                                                                         |
| Población de derecho (2000-2017) según el padrón municipal del INE      |